# Underworld (DeLillo)
Underworld è un romanzo dello scrittore statunitense Don DeLillo, pubblicato nel 1997, edito in Italia da Einaudi nel 1999 con la traduzione di Delfina Vezzoli. È considerato da vari critici uno dei lavori migliori dello scrittore, nonché uno dei romanzi più importanti degli ultimi decenni, vincitore di numerosi premi. Underworld è un esempio significativo della letteratura postmoderna americana.

## Trama
Le loro storie avrebbero assunto un rilievo diverso, sarebbero state assorbite da qualcosa di più vasto, il lungo viaggio della palla stessa e l'assurda marcia di Marvin nel corso dei decenni.»
(Don DeLillo, Underworld)
La vicenda inizia il 3 ottobre 1951, quando un ragazzino di colore riesce ad entrare di soppiatto nello stadio (il Polo Grounds di New York) in cui si sta giocando la storica partita di baseball tra i New York Giants (oggi San Francisco Giants) e i Brooklyn Dodgers (gli attuali Los Angeles Dodgers). Nel nono inning della partita, il famoso battitore Bobby Thomson effettua un memorabile fuoricampo, dando la vittoria ai Giants (5-4 il punteggio), che conquistano così il campionato. Nella realtà non si sa che fine abbia fatto la pallina colpita da Thomson, ma nel romanzo il ragazzino riesce a impadronirsi di questo cimelio, che gli verrà però sottratto dal padre, il quale venderà la palla per 32 dollari e 45 cents.
La palla da baseball inizia così a passare di mano in mano, e viene usata come un filo rosso per la costruzione di un gigantesco affresco dell'America dall'inizio della Guerra Fredda fino agli anni novanta.

## Tematiche e stile
Molti elementi di Underworld sono tipici della letteratura postmoderna, di cui DeLillo è uno degli esponenti più noti. In particolare citiamo il tema del "complotto" (le dietrologie tipiche del clima da guerra fredda), dell'ossessione mediatica (le soap opera, il ciberspazio post mortem, il filmato del killer trasmesso ossessivamente) e dei prodotti della società dei consumi. Non da ultimo le numerose incursioni nel mondo della cultura popolare (tra cui la pop art dell'artista Klara Sax, lo sport, l'agenzia pubblicitaria, i graffiti sulla metropolitana e le riprese del backstage del concerto dei Rolling Stones), in particolar modo nella cultura cinematografica.
Durante la narrazione viene fatta un'allusione che spiegherebbe il titolo del romanzo. Si riferisce ad un immaginario film di Ejzenštejn degli anni trenta, ritrovato dopo decenni e proiettato per la prima volta nel 1974 dalla cerchia di artisti di New York amici di Klara Sax. Il film si chiama Unterwelt, traduzione tedesca di Underworld. Più avanti, dalla stessa Klara, viene fatto un secondo rinvio citando l'omonimo film muto del 1927 di Josef von Sternberg.
Un tema chiave del libro è quello della spazzatura, rappresentato dal protagonista Nick Shay, operatore del settore di smaltimento rifiuti. Questo personaggio, per via delle sue origini italoamericane nel Bronx e di alcuni ragionamenti che esprime, forse può essere considerato un alter ego di DeLillo. Infatti nel testo originale talvolta compaiono alcune parole italiane (anche dialettali) in corsivo. Le scorie nucleari, le indagini dell'FBI sui sacchetti di immondizia, le opere d'arte fatte con i rifiuti e i vecchi cimeli sportivi simboleggiano, insieme ad altre immagini, i residui del mondo dei consumi postmoderno.
Un altro tema è quello dell'incombenza della bomba atomica, presente non a caso sia nel prologo (il giorno della partita è contemporaneo ad un test atomico dell'URSS) che nell'epilogo (lo smaltimento delle scorie nucleari post sovietiche).
Lo stile è frammentato, come un montaggio cinematografico, in cui si intersecano spesso dialoghi diversi tra loro e pensieri dei vari personaggi. Poiché l'ambientazione è dilatata nel tempo e nello spazio, vengono rappresentate molte situazioni e epoche differenti, piccole vicende personali e la grande storia mondiale, classi sociali alte e basse, quartieri malfamati e salotti intellettuali, in un impasto multirazziale reso in modo crudo, ironico e dinamico.

## Struttura del libro
Il romanzo ha due narratori: l'extra-autodiegetico Nick Shay (Parte I, Parte III capp. 1 e 3, frammenti «privati» della Parte V, Epilogo) e il suo alter ego extra-eterodiegetico  (Prologo, Parte II, Parte III cap. 2, Parte IV, frammenti «pubblici» della Parte V, Parte VI, oltre che «Manx Martin» 1, 2 e 3).
«Maneggiando una trama che si dipana entro un arco temporale di quasi mezzo secolo e coinvolge un gran numero di personaggi, dopo avere tratteggiato nel Prologo con evidenza visionaria balzachiana il punto di inizio della sua cronologia (3 ottobre 1951), con un salto vertiginoso il romanzo si sposta in prossimità della fine (Parte I: primavera – estate 1992) e lungo il tronco centrale gradualmente retrocede verso l’inizio (Parte II: metà anni Ottanta – primi anni Novanta; Parte III: primavera 1978; Parte IV: estate 1974; Parte V: anni Cinquanta e Sessanta; Parte VI: autunno 1951 – estate 1952), per conquistare finalmente nell’Epilogo il presente della scrittura (1997)».
Gli otto blocchi principali sono intervallati da tre capitolati che raccontano la storia di Manx Martin, il padre di Cotter (il primo possessore della palla da baseball), durante i giorni che seguono la celebre partita. In quest'occasione, nel libro compare una pagina in nero come segno divisorio. Ogni parte del libro è divisa in vari capitoli e presenta una struttura propria: il prologo narra un evento unico e circoscritto (la partita di baseball), le prime quattro parti e l'epilogo raccontano le vicende dei vari personaggi nel determinato periodo storico (di solito uno per capitolo), la quinta presenta brevi frammenti all'interno di ogni capitolo con la storia di personaggi anche secondari, la sesta ha solo pochi personaggi ed è ambientata tutta nel quartiere italiano del Bronx.
Il libro è così strutturato:
- Prologo: Il trionfo della morte[2] - (3 ottobre 1951)
- Parte prima: Long Tall Sally[3] - primavera / estate 1992
- Manx Martin 1 - (1951)
- Parte seconda: Elegia per sola mano sinistra - metà anni ottanta / primi anni novanta
- Parte terza: La nube della non-conoscenza[4] - primavera 1978
- Manx Martin 2 - (1951)
- Parte quarta: Cocksucker Blues[5] - estate 1974
- Parte quinta: Cose migliori per una vita migliore grazie alla chimica - frammenti scelti pubblici e privati degli anni cinquanta e sessanta
- Manx Martin 3 - (1951)
- Parte sesta: Composizione in grigio e nero - autunno 1951 / estate 1952
- Epilogo: Das Kapital[6] - (anni novanta)

## I personaggi
| Nome                 | Parte nella trama e personaggi collegati |
| -------------------- | --- |
| Russ Hodges          | commentatore della partita tra Giants e Dodgers per la WMCA |
| Bobby Thomson        | battitore dei Giants (il vincitore): manda la palla in fuoricampo (finisce sugli spalti vicino a Cotter) - Ralph Branca - lanciatore dei Dodgers (il vinto): tanto Branca che Thomson compariranno in varie foto celebrative con diversi presidenti USA nel corso dei decenni |
| Frank Sinatra        | cantante e attore; spettatore alla partita |
| Jackie Gleason       | conduttore statunitense, attore della sitcom The Honeymooners; spettatore alla partita |
| Toots Shor           | proprietario di un famoso locale a Manhattan; spettatore alla partita |
| J. Edgar Hoover      | (detto Jedgar) direttore dell'FBI negli anni cinquanta e sessanta; spettatore alla partita. - Clyde Tolson - (detto Junior) fedele braccio destro di Hoover |
| Cotter Martin        | ragazzo afroamericano che entra di straforo alla partita dei Giants e si impossessa per primo della palla - Rosie Martin - sorella di Cotter - Manx Martin - padre di Cotter; ruba la palla al figlio e poi la rivende a Charles Wainwright - Ivie Martin - madre di Cotter - Bill Waterson - seduto accanto a Cotter durante la partita; litigano per chi deve impossessarsi della palla                                                                |
| Klara Sax            | artista; moglie di Albert Bronzini - Teresa - figlia di Klara - Esther Winship - amica e mecenate di Klara - Jack Marshall - marito di Esther Winship - Miles Lightman - regista di film indipendenti e compagno di Klara - Acey Greene - pittrice e amica di Klara - Jason Vanover - secondo marito di Klara |
| Nick Shay            | imprenditore della spazzatura; ultimo possessore della palla (la compra da Marvin Lundy). - Marian Shay - sua moglie - Jeff Shay - suo figlio - Lainie Shay - sua figlia - Jimmy Costanza - suo padre, allibratore scomparso quando i figli erano piccoli - Brian Glassic - amico e socio di Nick Shay; amante di Marian - Simeon Branson Biggs - collega di Nick Shay - Greta Branson Biggs - moglie di Simeon - Loyal Branson Biggs - figlio di Simeon |
| Matt Shay            | fratello di Nick, da bambino appassionato di scacchi, lavora in una base militare americana - Janet Urbaniak - infermiera; sua fidanzata (poi moglie) - Eric Deming - progettista dei bombardieri e collega di Matt |
| Marvin Lundy         | collezionista di cimeli del baseball, ossessionato dalla ricerca della palla della celebre partita |
| Albert Bronzini      | professore in pensione, primo marito di Klara Sax - Laura Bronzini - sua sorella |
| Ismael Muñoz         | pittore di graffiti, con il nome d'arte Moonman 157. |
| Alma Edgar           | suora; ex insegnante di Matt Shay - Grace Fahey - giovane consorella di Alma Edgar |
| Charles Wainwright   | secondo possessore della palla, comprata da Manx Martin - Chuckie Wainwright - suo figlio, militare, eredita la palla ma la perde |
| Richard Henry Gilkey | serial killer, battezzato il Texas Highway Killer - Bud Walling - suo amico |
| Lenny Bruce          | cabarettista acido ed eclettico |